# Bill Church
Bill Church (9 dicembre 1946) è un bassista statunitense.
Ha iniziato a suonare con Van Morrison, con cui realizza due album. Nella stessa band suona anche Ronnie Montrose, che dopo poco realizzerà il suo progetto solista, dando vita ai Montrose, e che lo chiamerà per la realizzazione del primo album. Qui conosce il cantante Sammy Hagar, e quando quest'ultimo darà vita al suo progetto solista, anche Church ne farà parte.

## Discografia

### Con Van Morrison
- 1971 - "Tupelo Honey"
- 1972 - "Saint Dominic's Preview"

### Con i Sawbuck
- 1972 - "Sawbuck"

### Con i Montrose
- 1973 - "Montrose"

### Con Sammy Hagar

#### Album studio
- 1976 - "Nine on a Ten Scale"
- 1977 - "Sammy Hagar"
- 1978 - "Musical Chairs"
- 1979 - "Street Machine"
- 1980 - "Danger Zone"
- 1981 - "Standing Hampton"
- 1982 - "Three Lock Box"
- 1984 - "VOA"
- 1997 - "Marching to Mars"

#### Live
- 1978 - "All Night Long"
- 1983 - "Live 1980"

#### Raccolte
- 1982 - "Rematch"